# Canadian Soccer League
Canadian Soccer League (CSL) är en halvprofessionell herrfotbollsliga i Kanada, som lyder under Canadian Soccer Association och Soccer Federation of Canada. Ligan startade som Canadian Professional Soccer League (CPSL) 1998 innan namnet ädndrades, och bytte namn 2006. Lagen deltar inte i Kanadensiska mästerskapet, som är kvalificerande för Concacaf Champions League. De flesta klubbarna håller till i södra Ontario. Säsongen löper från april-maj till oktober-november.

## Mästare
| Säsong | Segrare                |
| ------ | ---------------------- |
| 1998   | Saint Catherine Wolves |
| 1999   | Toronto Olympians      |
| 2000   | Toronto Croatia        |
| 2001   | Saint Catherine Wolves |
| 2002   | Ottawa Wizards         |
| 2003   | Brampton Hitmen        |
| 2004   | Toronto Croatia        |
| 2005   | Oakville Blue Devils   |
| 2006   | Italia Shooters        |
| 2007   | Toronto Croatia        |
| 2008   | Serbian White Eagles   |
| 2009   | Trois-Rivières Attak   |
| 2010   | Brantford Galaxy SC    |
| 2011   | Toronto Croatia        |
| 2012   | Toronto Croatia        |
| 2013   | SC Waterloo Region     |
| 2014   | York Region Shooters   |

### Fotnoter
1. ↑  Brian Avey (20 augusti 1997). ”New Professional Soccer League Launched Canadian Professional Soccer League (Ontario Division) Will Kick-off in 1998” (på engelska). Ontario Soccer Association. Arkiverad från originalet den 3 mars 2016. https://web.archive.org/web/20160303182911/http://www.soccer.on.ca/Media.nsf/f6aecbcadaf418908525645300555770/f3e544235f80eeed852564f900691817?OpenDocument. Läst 23 maj 2015.